# Марселл Джейкобс
Ламонт Марселл Джейкобс молодший (англ. Lamont Marcell Jacobs Jr.; нар. 26 вересня 1994) — італійський легкоатлет, який спеціалізується у бігу на короткі дистанції, олімпійський чемпіон у бігу на 100 метрів та в естафеті 4×100 метрів (2021), чемпіон світу (2022) та Європи (2022) у приміщенні у бігу на 60 метрів, чемпіон Європи з бігу на 100 метрів (2022), рекордсмен Європи у бігу на 100 метрів (2021) та 60 метрів у приміщенні (2022).

## Із життєпису
Народився у Сполучених Штатах Америки в інтернаціональній сім'ї. Батько — афроамериканський військовий познайомився з майбутньою матір'ю Джейкобса, яка була італійкою, під час служби в Італії. У США Джейкобс провів місяць після народження, після чого батька відрядили до Південної Кореї, а Марселл разом з матір'ю переїхав до Дезенцано-дель-Гарда. Розпочав заняття легкою атлетикою зі спринту, маючи 10 років, а 2011 року відкрив для себе стрибки у довжину.
Олімпійський чемпіон у бігу на 100 метрів та в естафеті 4×100 метрів (2021).
Срібний призер Світових естафет в естафеті 4×100 метрів (2021).
Чемпіон світу в приміщенні з бігу на 60 метрів (2022).
Чемпіон Європи з бігу на 100 метрів (2022).
Чемпіон Європи в приміщенні з бігу на 60 метрів (2021).
Срібний призер командного чемпіоната Європи у бігу на 100 метрів (2019).
Чемпіон Італії з бігу на 100 метрів (2018—2021) та у стрибках у довжину (2016). На національній молодіжній першості 2016 року стрибнув у довжину з вітром, що перевищував норму (2,8 м/c), на 8,48, що стало найдовшим в історії стрибком серед італійських легкоатлетів за будь-яких умов.
Чемпіон Італії у приміщенні з бігу на 60 метрів (2021) та у стрибках у довжину (2017).
13 травня 2021 в Савоні встановив рекорд Італії в бігу на 100 метрів (9,95).
Рекордсмен Європи з бігу на 100 метрів (двічі покращував континентальний рекорд під час олімпійських змагань у Токіо — 9,84 у півфіналі та 9,80 у фіналі).
На питання про походження, відповів, що стовідсотково відчуває себе італійцем, визнавши, що не дуже добре говорить англійською.
Проживає у Римі зі своєю дівчиною Ніколь і двома дітьми — Ентоні й Меган (народилися у 2019 і 2021). Має сина Джеремі (народився 2013 року) від попередніх стосунків.

## Основні міжнародні виступи
| Рік  | Змагання                       | Місто     | Місце            | Дисципліна | Примітки         |
| ---- | ------------------------------ | --------- | ---------------- | ---------- | ---------------- |
| 2013 | Чемпіонат Європи серед юніорів | Рієті     |                  | довжина    |                  |
| 2016 | Чемпіонат Європи               | Амстердам |                  | довжина    |                  |
| 2017 | Чемпіонат Європи в приміщенні  | Белград   | кв11             | довжина    |                  |
| 2018 | Чемпіонат Європи               | Берлін    | 2пф4             | 100 м      |                  |
| 2019 | Чемпіонат Європи в приміщенні  | Торунь    | квNM             | довжина    |                  |
| 2019 | Світові естафети               | Йокогама  | фDNF             | 4×100 м    | Відео на YouTube |
| 2019 | Командний чемпіонат Європи     | Бидгощ    | 2                | 4×100 м    | Відео на YouTube |
| 2019 | Чемпіонат світу                | Доха      | 1пф7             | 100 м      | Відео на YouTube |
| 2019 | 1заб4                          | 4×100 м   | DNS              |            |                  |
| 2021 | Чемпіонат Європи в приміщенні  | Торунь    | 1                | 60 м       | Відео на YouTube |
| 2021 | Світові естафети               | Хожув     | 2                | 4×100 м    |                  |
| 2021 | Олімпійські ігри               | Токіо     | 1                | 100 м      | Відео на YouTube |
| 2021 | 1                              | 4×100 м   | Відео на YouTube |            |                  |
| 2022 | Чемпіонат світу в приміщенні   | Белград   | 1                | 60 м       | Відео на YouTube |